# ケイドロ
ケイドロあるいはドロケイは、鬼ごっこの一種である。警泥とも表記される。日本の伝承遊びの一つ。
「警察」（刑事、警官）と「泥棒」の二組に分かれ、警察が泥棒を捕まえて「牢屋」に入れるという設定であり、牢屋に入れられた泥棒も仲間に助けられて再び逃げることができることから、「助け鬼」に分類される。
地域によってさまざまな呼び名がある。

## 概要
「警察」（鬼、追う側）と「泥棒」（子、逃げる側）に分かれて遊ぶ鬼ごっこである。警察はかくれている泥棒を見つけて捕まえ、「牢屋」に入れる。牢屋に入れられた泥棒も、仲間の泥棒に助けられると再び逃げることができる。泥棒が全員捕まると終了となり、警察と泥棒を入れ替えて次のゲームに移る。
広い場所で大勢で行うダイナミックな遊びで、ストーリー性のあるスリリングな設定もあって、子どもたちに人気の鬼ごっこの一つとなっている。日本では、昭和以前から行われていた伝承遊びの一つであり、地域によってさまざまな名称で呼ばれている（#呼称参照）。ただし、警察が泥棒を追いかけるという同様の遊びは日本以外でも見られる。
子が捕まっても仲間に助けられて再び逃げることができるという点から、「助け鬼」の一種に分類される。また、鬼と子の関係は、集団と集団の関係となることから、仲間同士での協力や作戦が重要となる。この観点からの分類では、「集団遊戯おに型」、その中の「対抗おに」に分類される。
フジテレビで放送されている『run for money 逃走中』は、ケイドロの派生形とされる。この番組のヒットにより、それを真似た遊びが小学校などで流行したが、「ミッション」が省略されたりルールが変更されたりした結果、昔からのケイドロと同じものとなっていることも多い。

## 呼称
地域によってさまざまな呼び名があり、「警察（刑事、警官）と泥棒」を表すケイドロ（けいどろ）・ドロケイ（どろけい）のほかに以下のように呼ばれている。
- どろじゅん・じゅんどろ[3][19][16] - 「泥棒と巡査」から[3]
- ぬすたん・ぬけたん[3] - 「盗っ人と探偵」から[3]
- どろたん・たんどろ[16]
- 悪漢探偵[3]
- 探偵ごっこ[3]
- ギャンポリ[16]

## 遊び方

### 人数と年齢
10人以上が望ましいものの、人数が少ない場合でも、警察の数を1人や2人にすることで楽しむことができる。上限は特になく、20人以上でも可能である。
3歳児から遊べるとしている資料もあるが、仲間同士の協力が必要なため一般的には5歳児以降で多く見られるとされる。幼児や小学校低学年の児童の場合は、警察の数を多めにするなどの工夫が必要であり、特に幼児の場合は、作戦会議を提案するなど仲間同士の協力を促す保育者の働きかけが重要である。さらに低年齢児の場合には、「泥棒」を「警察」が捕まえるということに対する恐怖感を「うさぎ、さる、とり」を「飼育員さん」が迎えに行くと置き換えることで和らげることができたという実践も報告されている。

### 場所
校庭や公園、広場など、隠れるところのある広い場所が適する。ただし、あまり広すぎるとだらけてしまうため、泥棒が逃げてよい範囲をあらかじめ決めておくと良い。
かつては路地裏遊びの定番であり、街路や住宅の庭、家屋と家屋の隙間などを利用して遊ばれていた。

### 基本ルール
1. グループ分け
  - じゃんけんなどで[19][30][33]「警察」と「泥棒」の2組に分かれる[14][16][30][33]。
    - グループ分けに「いろは歌」を用いることもある[37]。「いろはにほへとちりぬるをわかよた」と順にあてていき、「ほ」（ポリス）あるいは「た」（探偵）が警察、「と」（泥棒）あるいは「ぬ」（盗っ人）が泥棒となる[37]。
2. 「牢屋」を決める
  - あらかじめ牢屋の場所を決めておく[10][14][30][33]。
    - サッカーゴールやジャングルジム、砂場などがあればそれを牢屋としても良いし[17]、地面に丸[33]や四角[19]を書いてその内側を牢屋としても良い[19][33]。また、木や鉄棒[1]、ジャングルジム[33]を牢屋として、捕まった泥棒はそれに手を付くこととすることもできる[1][33]。
    - 牢屋の場所を決めるのは警察側とする場合もある[1][30]。
3. ゲーム開始
  - 警察は牢屋の中で50[1][30]または100[19][15][16]ないし200[15]を数え、その間に泥棒は逃げ、隠れる[1][15][16][30]。
  - 数え終わると警察は泥棒を探し、見つけると追いかけて泥棒にタッチすることで泥棒を捕まえる[15][16]。
    - 警察が泥棒を捕まえたとする条件については、タッチするだけでは捕まえたことにならないとする地域もあり[3]、「捕まえて10数える[3][17]（10数えられる前なら泥棒は警察を振り切って逃げることができる[1]）」、「背中を5回たたく[3]」、「牢屋まで連行する[3]」など地域によってさまざまなルールが存在する[3]。

  - 捕まった泥棒は牢屋に入るが、仲間の捕まっていない泥棒にタッチされることで牢屋から出て再び逃げることができる[10][14][15][17]。
    - 警察は牢屋番を置く[14]、泥棒は仲間を助けるための「オトリ」になるなどの作戦が重要となる[5]。
4. ゲームの終了
  - 泥棒が全員捕まると警察の勝利となり[3]、泥棒と警察が交代して次のゲームに移る[10][15][16][17]。

## 特徴
鬼ごっこの一つであるが、鬼と子はそれぞれ複数であり、かつ、少なくとも1ゲームの間において固定される。このため、鬼ごっこの中で鬼や子が複数のグループに分かれる「集団遊戯おに型」のうち、2つのグループが競う「対抗おに」に分類される。鬼と子の関係は、鬼は協力して子を捕まえようとし、子は鬼から逃れながらも他の子を助けようとするという集団と集団の関係となることから、仲間同士で協力しあうことが重要となる。
遊びの終わりは明瞭で、子がすべて捕まった時点でそのゲームは終了する。すなわち、ゲームを終わらせることができるのは鬼の側だけである。ただし、子は一度捕まっても再び復活する可能性がある点で「かくれんぼ」や「手つなぎ鬼」と異なる。この点から、「助け鬼」の一種とされる。
警察が泥棒を捕まえるというストーリー性を持ち、「追う-逃げる」という関係に加えて「仲間を助ける」という要素が加わることで、スリルのある遊びとなっている。また、鬼が警察役で子が泥棒役という、鬼ごっことは善悪が逆の立場となっていることも特徴である。日本では昭和以前から行われていた伝承遊びの一つであり、子どもたちの間で人気のある遊びの一つとなっている。明治時代にはすでに子どもたちの間で遊ばれていたとする資料もある。警察が泥棒を追いかけるという同様の遊びは、アルゼンチン、オーストリア、タイ、ブルガリアでも見られる。
特に鬼は、子を追い陣地を守る必要から運動量が多くなり、体力向上に資する。逆に子の側には、仲間を助ける際の瞬間的な判断と勇気が求められる。

## 認知度
1998年（平成10年）9月から10月にかけて近畿圏の大学・短期大学の保育専攻学生に行ったアンケート調査では、ケイドロをしたことがあるという回答は74.1%で、これは、ルールが必要な屋外の集団遊びの中で、Sケン（28.8%）、うずまきじゃんけん（32.0%）、陣取り（65.0%）などに次いで5番目に低い値であった。調査を行った姫路工業大学の勝木洋子らは、これらは個人の能力が直接勝敗に結び付かない集団と集団のダイナミックな遊びであり、かつては日本中で見られたこのような「弱者がいてもリーダーのもとに異年齢の集団が力を合わせる」遊びが減りつつあるのではないかと論じている。
一方で、2012年（平成24年）度に札幌大学の増田敦が同大文化学部スポーツ文化コースの1年生から3年生まで144名（男子119名、女子25名）を対象とした調査では、調査に用いた48種類の遊びのうち「好んでよくやった遊び」としてケイドロは男子で1位（66.4%）、女子では2位（68.0%）で、「知らない」または「知っているがおこなったことはない」と答えた学生は男女とも約8%であった。増田は、この結果から「男女が混じって遊んでいる様子が伺える」として「性差のない遊びであると言える」と指摘している。
また、2004年（平成16年）11月から2005年（平成17年）1月にかけて全国の国公私立の幼稚園・保育園1158園を対象としたアンケート調査では、ケイドロを実施している園は52.40%であったが、地域別では、東海地域は76.92%、関東地域は72.97%と、他の地域と比べて実施率が有意に高かった。調査を行った元名古屋市立大学の穐丸武臣らは、ケイドロなどは「戦後、路地裏遊びとして子どもたちに人気のあった遊び」であり、こうした遊びが幼稚園や保育園で受け継がれている地域ほど「他の伝承遊も数多く行っている可能性が高い」と推察している。なお、設置者・園種別では、私立幼稚園（59%）、公立保育園（39%）、私立保育園（48%）と比べて、国公立幼稚園の実施率（国立幼稚園67%、公立幼稚園65%）が高かった。

## 派生
2004年（平成16年）からフジテレビで放送されている「run for money 逃走中（以下、逃走中）」は、ケイドロの派生形とされる。この番組のヒットにより、小学校などで「逃走中」をまねた遊びが流行した。また、保護者などによる同様の企画も全国で実施されている。
ただし、「ミッション」の設定などは小学生には難しいために省略されたり、また、昼休みなどに短時間で遊ぶためにルールの変更などがされており、結果として普通のケイドロとなっていることも多い。しかし、「逃走中」の「ハンター」（鬼）と「逃走者」（子）のイメージが共有されていることで、結果として昔ながらのケイドロと変わらないものになっていたとしても、子どもたちにとってはドラマティックで刺激的な新たな遊びとなっていると指摘されている。